# 菅野善右衛門 (1884年生)

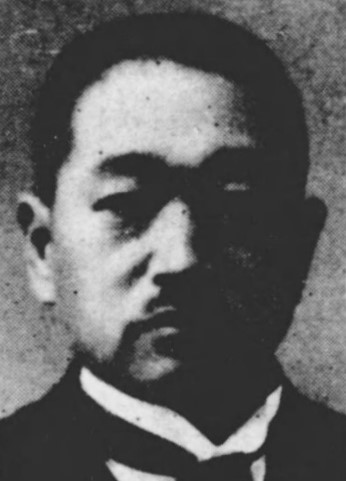
菅野善右衛門

菅野 善右衛門（かんの ぜんえもん、1884年（明治17年）4月20日 - 1954年（昭和29年）2月5日）は、明治時代末期から昭和時代前期の政治家。衆議院議員（4期）。幼名は次郎。

## 経歴
福島県伊達郡福田村（現川俣町）出身。先代菅野善右衛門の二男として生まれ、1910年（明治43年）家督を相続し、襲名する。1906年（明治39年）福島県立養蚕学校を卒業する。農業を営む傍ら、福田村会議員、同村長、伊達郡会議員、福島県会議員、同参事会員を歴任する。ほか、公立福島病院組合会議員、蚕糸中央会議員、郡農会長、県農会副会長、同常務顧問などを務めた。
1924年（大正13年）5月の第15回衆議院議員総選挙に出馬するが落選。つづく1928年（昭和3年）2月の第16回衆議院議員総選挙では福島県第1区から立憲政友会所属で出馬し当選。第18回、第19回、第20回衆議院議員総選挙でも当選し、通算4期衆議院議員を務めた。

## 親族
- 父：菅野善右衛門（衆議院議員）[5][4]
- 仁井田益太郎（叔父善三郎の妻トミの兄、法学者）[3]